# Billy the Kid (1941)
Billy the Kid (Brasil: Gentil Tirano ) é um filme norte-americano de 1941, do gênero faroeste, dirigido por David Miller e estrelado por Robert Taylor e Brian Donlevy.